# Lill-Uddersjötjärnen
Lill-Uddersjötjärnen är en sjö i Örnsköldsviks kommun i Ångermanland och ingår i Gideälvens huvudavrinningsområde. Lill-Uddersjötjärnen ligger i Hemlingsån Natura 2000-område.